# Pave Benedikt 1.
Benedikt I (født ukendt - død 30. juli 579) var pave fra 2. juni 575 til sin død, hvor han efterfulgte Pave Johannes 3., 11 måneder efter denne døde. Han virkede som pave indtil sin død, den 30. juli 579. Han er begravet i vestibule i sakristiet i Peterskirken.
I perioden hvor Benedikt I var pave, var der hungersnød i Rom, hvilket ikke gjorde hans regeringstid nem. Desuden var tiden op til og efter hans regeringsperiode, præget af langobardernes raserende - hvilket blandt andet formentlig var årsagen til den lange periode uden en pave.